# 日本海事広報協会
公益財団法人日本海事広報協会（にほんかいじこうほうきょうかい）は、海事思想の普及宣伝を行うなう内閣府所管、以前は国土交通省所管の公益法人。愛称は「らめーる日本」。

## 概要
「海の日」、「海の月間」を中心とした各種イベントの開催、資料類の作成・配布、年間を通じた全国の青少年を対象とした海事施設の見学会、乗船体験会等の実施、また、船員及びその留守宅家族向けの旬刊新聞「海上の友」や一般国民向けの隔月刊雑誌「らめーる」の発行等の各種事業を実施し、海事知識の啓発活動を展開している。

## 沿革
- 1963年（昭和38年）12月 - 財団法人日本海事広報協会として設立。
- 2011年（平成23年）8月 - 公益財団法人に移行。